# Карсонвил (Мичиген)
Карсонвил (енгл. Carsonville) град је у америчкој савезној држави Мичиген.

## Демографија
По попису из 2010. године број становника је 527, што је 25 (5,0%) становника више него 2000. године.
| Група             | 2000.       | 2010.       |
| Белци             | 490 (97,6%) | 483 (91,7%) |
| Афроамериканци    | 1 (0,2%)    | 1 (0,2%)    |
| Азијати           | 0 (0,0%)    | 3 (0,6%)    |
| Хиспаноамериканци | 8 (1,6%)    | 25 (4,7%)   |
| Укупно            | 502         | 527         |